# A.S.D. San Cesareo Calcio
Associazione Sportiva Dilettantistica San Cesareo  là một câu lạc bộ bóng đá Ý có trụ sở tại San Cesareo, Lazio.

## Lịch sử

### Thành lập
Câu lạc bộ được thành lập vào năm 1967.

### Serie D
Trong mùa giải 20111212, đội được thăng hạng từ Eccellenza Lazio bảng B lên Serie D.

## Màu sắc và huy hiệu
Màu sắc của đội là đỏ và xanh.

## Danh hiệu
- Eccellenza:
  - Chiến thắng (1): 2011-12